# Koffi Panou
Koffi Panou (né le 31 janvier 1947 et mort le 15 mars 2003) est un homme politique et diplomate togolais, deux fois ministre des Affaires étrangères dans les années 1990 durant la présidence de Gnassingbé Eyadema.

## Biographie

### Origines et débuts
Koffi Panou est originaire de la préfecture des Lacs. Il est diplômé de l'École supérieure internationale de journalisme de Yaoundé (ESIJY) au Cameroun.
Il débute comme journaliste auprès de l'AITV à Paris. Il devient directeur de la télévision nationale en 1986 puis conseiller spécial du président Eyadema, ainsi que porte-parole et directeur de sa résidence dans Lomé II. Il travaille ensuite auprès de Eyadema comme secrétaire général de la présidence, étant notamment en charge de l'image du président. Les deux hommes deviennent très proches à cette période et dans les années qui suivent, au point que « parler à Panou, c’était (presque) comme parler à Eyadéma ».

### Carrière diplomatique
En 1993, Jeannou Lacaze, un puissant conseiller du président, souffle le nom de Panou à l'oreille d'Eyadema dans l'idée de former un gouvernement qui puisse gérer la crise politique que vit le pays. Mais ce n'est que trois plus tard qu'il est nommé ministre des Affaires étrangères,, fonction qu'il occupe jusqu'au 1er septembre 1998, date à laquelle il devient ministre de la Communication et de l'Éducation civique. A ce poste, il est critiqué dans sa gestion de la liberté de la presse. Il a, entre autres, fait censurer un article du périodique Le Combat du peuple considéré comme insultant pour le président.
Après deux ans à ce poste, il est à nouveau nommé à la tête du ministère des Affaires étrangères le 8 octobre 2000. Il fait partie du groupe de médiation ouest-africain durant la crise politico-militaire en Côte d'Ivoire et participe aux négociations de cessez-le-feu. Il milite également pour la reprise des relations entre l'Union européenne et le Togo. Il reste ministre des Affaires étrangères jusqu'au 3 décembre 2002, date à laquelle il est remplacé par son rival en politique Roland Kpotsra,,, à la demande des bailleurs de fonds. Il rejoint alors Paris pour quelque temps. Il est considéré comme le symbole de l'accent mis sur la diplomatie par le gouvernement togolais, et l'un des meilleurs ministres des Affaires étrangères que le pays ait connu.

## Décès
Malade, il se fait soigner à l'hôpital d'instruction des armées du Val-de-Grâce. Il décède d'une crise cardiaque le 15 mars 2003, dans la région de la Kara alors qu'il participait à une danse traditionnelle lors des funérailles de sa mère, décédée en 1999, à Kabou. Il meurt durant les soins. Ses obsèques nationales ont lieu à Lomé le 27 mars 2003.

## Hommages
Une rue porte son nom à Lomé.